# Riley Duran
Riley Duran, född 25 januari 2002, är en amerikansk professionell ishockeyforward som är kontrakterad till Boston Bruins i National Hockey League (NHL) och spelar för Providence Bruins i American Hockey League (AHL).
Han har tidigare spelat för Providence Friars i National Collegiate Athletic Association (NCAA) och Youngstown Phantoms i United States Hockey League (USHL).
Duran draftades av Boston Bruins i sjätte rundan i 2020 års draft som 182:a spelare totalt.

## Statistik
| 2017–2018   | Cape Cod Whalers U16      |             | 8   | 3  | 5  | 8  | —  | — | — | — | — | — |
| 2018–2019   | Lawrence Academy Spartans |             | 28  | 9  | 17 | 26 | 28 | — | — | — | — | — |
|             | Cape Cod Whalers U16      |             | 25  | 10 | 11 | 21 | —  | — | — | — | — | — |
|             | Youngstown Phantoms       | USHL        | 1   | 0  | 0  | 0  | 2  | — | — | — | — | — |
| 2019–2020   | Lawrence Academy Spartans |             | 27  | 22 | 22 | 44 | —  | — | — | — | — | — |
|             | Cape Cod Whalers U18      |             | 27  | 5  | 7  | 12 | —  | — | — | — | — | — |
|             | Cape Cod Whalers U18      | EHF Elite   | 9   | 4  | 4  | 8  | 6  | — | — | — | — | — |
| 2020–2021   | Youngstown Phantoms       | USHL        | 47  | 8  | 11 | 19 | 32 | — | — | — | — | — |
| 2021–2022   | Providence Friars         | NCAA        | 38  | 10 | 9  | 19 | 18 | — | — | — | — | — |
| 2022–2023   | Providence Friars         | NCAA        | 29  | 8  | 12 | 20 | 33 | — | — | — | — | — |
| 2023–2024   | Providence Friars         | NCAA        | 35  | 9  | 7  | 16 | 18 | — | — | — | — | — |
|             | Providence Bruins         | AHL         | 11  | 2  | 2  | 4  | 2  | 4 | 0 | 0 | 0 | 0 |
| 2024–2025   | Boston Bruins             | NHL         | 1   | 0  | 0  | 0  | 0  | — | — | — | — | — |
|             | Providence Bruins         | AHL         | 58  | 12 | 4  | 16 | 12 | — | — | — | — | — |
| NHL totalt  | NHL totalt                | NHL totalt  | 1   | 0  | 0  | 0  | 0  | — | — | — | — | — |
| AHL totalt  | AHL totalt                | AHL totalt  | 69  | 14 | 6  | 20 | 14 | 4 | 0 | 0 | 0 | 0 |
| NCAA totalt | NCAA totalt               | NCAA totalt | 102 | 27 | 28 | 55 | 69 | — | — | — | — | — |
| USHL totalt | USHL totalt               | USHL totalt | 48  | 8  | 11 | 19 | 34 | — | — | — | — | — |

### Internationellt
| Källa: Uppdaterad: 2025-04-11 | Källa: Uppdaterad: 2025-04-11 | Källa: Uppdaterad: 2025-04-11 |         | Utv = Utvisningsminuter | Utv = Utvisningsminuter | Utv = Utvisningsminuter | Utv = Utvisningsminuter | Utv = Utvisningsminuter |
| År                            | Lag                           | Mästerskap                    | Matcher | Mål                     | Assists                 | Poäng                   | Utv                     |                         |
| ----------------------------- | ----------------------------- | ----------------------------- | ------- | ----------------------- | ----------------------- | ----------------------- | ----------------------- | ----------------------- |
| 2022                          | USA                           | JVM                           | 5       | 2                       | 3                       | 5                       | 2                       |                         |
| Junior totalt                 | Junior totalt                 | Junior totalt                 | 5       | 2                       | 3                       | 5                       | 2                       |                         |